# Black Flag
Black Flag là một ban nhạc hardcore punk người Mỹ thành lập năm 1976 tại Hermosa Beach, California. Greg Ginn, tay guitar, sáng tác chính, và thành viên duy nhất có mặt trong suốt quá trình hoạt động, là người đã thành lập nên ban nhạc. Họ thường được công nhận là một trong những ban nhạc hardcore punk đầu tiên và có ảnh hưởng lớn trong giới nhạc này. Sau khi tan ra năm 1986, Black Flag tái hợp năm 2003 và một lần nữa năm 2013.
Black Flag kết hợp sự đơn giản của the Ramones với tốc độ, những đoạn guitar solo không theo điệu thức, và, trong những năm về sau, sự biến đổi nhịp độ thường xuyên. Phần lời được viết chủ yếu bởi Ginn, và như những nghệ sĩ punk rock vào cuối thập niên 1970-đầu 1980, Black Flag mang theo chủ đề chống chủ nghĩa chuyên chế và tính bất tuân thủ vào âm nhạc, với các bài hát mô tả về sự cô lập xã hội, chứng loạn thần kinh chức năng, sự nghèo túng, và sự hoang tưởng. Đa số đĩa nhạc của nhóm được phát hành qua SST Records, hãng đĩa độc lập của Ginn.

## Đĩa nhạc
Album phòng thu
- Damaged (1981)
- My War (1984)
- Family Man (1984)
- Slip It In (1984)
- Loose Nut (1985)
- In My Head (1985)
- What The... (2013)